# 所羅門·澤特林
所羅門·澤特林（法語：Solomon Zeitlin、希伯來語：‎，1892年5月31日—1976年12月28日）出生於白俄羅斯維捷布斯克州的恰什尼基，是一位已故的拉比和塔木德歷史學家，是20世紀研究第二聖殿時期的權威。

## 生平
他在恰什尼基的求學時期，認識了扎勒曼·夏扎爾，對他一生的宗教觀和哲學觀有重大的影響。1916年他在法國猶太神學院取得博士學位，之後在巴黎大學以神學博士身分教授宗教學系，1915年他移居到美國的費城，先在葉史瓦大學任教兩年，之後投入研究工作直到過世，身前對於英國哲學家阿諾德·約瑟·湯恩比特別有著墨，因此在北美的猶太教有著相當的影響力。